# Cal Solé Marlota
Cal Solé Marlota és una obra d'Argençola (Anoia) inclosa a l'Inventari del Patrimoni Arquitectònic de Catalunya.

## Descripció
Casa de tipologia popular rural de dos pisos i golfes, encara que, com es pot veure a la façana, ha estat reformada. Fou edificada en pedra i el sostre, a dues vessants, cobert amb teules. Com a element més antic es pot veure el portal adovellat d'entrada principal, que conserva una decoració similar a un escut que tanca un sol.

## Història
No he pogut trobar cap dada perquè no hi havia ningú, però donada la tipologia de la porta i del "escut" es podria considerar del segle xvi ó XVII.